# Wolfgang Fleischer (Germanist)

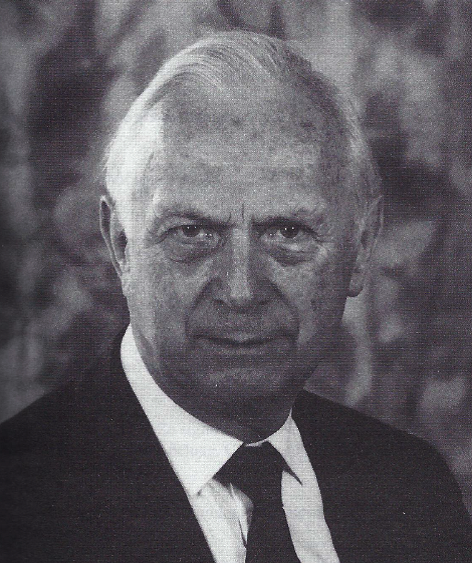
Wolfgang Fleischer

Wolfgang Julius Bruno Fleischer (* 26. August 1922 in Großschirma; † 28. April 1999 in Leipzig) war ein deutscher Germanist, der sich mit Lexikologie, Wortbildung, Phraseologie, Stilistik und Nominationstheorie sowie mit Onomastik, Dialektologie, Sprachgeschichte und Graphematik beschäftigt hat. Bekannt geworden ist er vor allem durch seine Handbücher zur Wortbildung und zur Phraseologie der deutschen Gegenwartssprache.

## Wissenschaftliche Laufbahn
Fleischer studierte 1952 bis 1956 die Fächer Germanistik, Niederlandistik und Altnordistik in Leipzig. 1958 promovierte er bei Theodor Frings. Er habilitierte  sich sieben Jahre später. Im Jahr 1969 wurde er zum Professor für deutsche Sprache der Gegenwart in Leipzig berufen, wo er bis zu seiner Emeritierung 1987 tätig war. Für seine Leistungen erhielt er zahlreiche Ehrungen und Auszeichnungen: 1977 wurde er Mitglied der Akademie der Wissenschaften der DDR und etwas später auch ausländisches Mitglied der Finnischen Akademie der Wissenschaften. Im Jahre 1982 erhielt er den Jacob-und-Wilhelm-Grimm-Preis der DDR. Die Universität Augsburg ernannte ihn 1990 zu ihrem Ehrendoktor.
In seiner Dissertation widmete sich Fleischer der Onomastik und Dialektologie, und zwar im Rahmen der von Frings angeregten Forschungen zur Sprachgeschichte des Ostmitteldeutschen. Gerade hier ist der Ursprung seines Interesses für Sprachgeschichte zu vermuten (vgl. Fleischers phonologisch-graphematische Analyse zum Frühneuhochdeutschen).
Die Beschäftigung mit dem Namensschatz lenkte seinen Blick auch auf den Gesamtwortschatz. Lexikologie, Wortbildung und Phraseologie des Gegenwartsdeutschen rückten in den Mittelpunkt seines Schaffens. Mit der Wortbildung der deutschen Gegenwartssprache (1969) legte Fleischer die erste durchgehend synchron angelegte Gesamtdarstellung der deutschen Wortbildung vor. Diese Arbeit markiert in der germanistischen Wortbildungsforschung eine scharfe Zäsur: Wortbildungsmuster der Gegenwartssprache wurden in ihrer Wortartspezifik und unter Berücksichtigung ihrer graduellen Produktivität beschrieben, und zwar strukturell und morphologisch sowie auch semantisch. Im Zentrum seines Interesses standen dabei sowohl Muster des appellativischen einheimischen und fremden Wortschatzes als auch Muster der Eigennamen. Berücksichtigt wurden außerdem lexikologische bzw. textlinguistische Gesichtspunkte, insbesondere verschiedene paradigmatische Relationen zwischen komplexen Lexemen sowie Textsortenbedingungen des Wortgebrauchs.
Ebenso von Bedeutung sind Fleischers Arbeiten zur Phraseologie des Deutschen. Er befasste sich mit der Struktur und Bedeutung von Phrasemen, mit deren Typologie und Funktionen sowie mit dem Verhältnis der Phraseologie zu Wortbildung und Parömiologie. Zu Fleischers Verdiensten gehört, dass er die Einheitlichkeit in der Vielfalt der Phraseme erkannt und deren Spezifika im Verhältnis zu Termini und Onymen sowie die Wirkungspotenzen der Phraseme aufgedeckt hat.
Die Analyse des Zusammenspiels von verschiedenen Benennungsarten bei der Zuordnung von Signifikant und Signifikat hat Fleischer zu bedeutenden nominationstheoretischen Einsichten geführt. Mit der Beschreibung der Unterschiede zwischen onymischen und nichtonymischen Benennungen gelang ihm ein wichtiger Beitrag zur theoretischen Fundierung der Onomastik.
Neben der Stilistik, mit der sich Fleischer v. a. aus funktionalstilistischer Perspektive beschäftigte, zählten auch Sprachkultur und Wissenschaftsgeschichte zu seinen Arbeitsgebieten.
Große Verdienste erwarb sich Fleischer bereits in den 1950er Jahren auch dadurch, dass er russischsprachige Fachliteratur der deutschen Fachleserschaft zugänglich machte. In diesem Zusammenhang sind seine Übersetzung der Deutschen Mundartenkunde von V. M. Schirmunski sowie das Gemeinschaftswerk mit M. D. Stepanowa zur deutschen Wortbildung zu nennen.

## Werk (Auswahl)
- W. Fleischer: Strukturelle Untersuchungen zur Geschichte des Neuhochdeutschen. Berlin 1966 (Sitzungsberichte der Sächsischen Akademie der Wissenschaften: Philol.-hist. Klasse 112, Fasz. 6).
- W. Fleischer: Die deutschen Personennamen: Geschichte, Bildung und Bedeutung. 2. Aufl. Berlin 1968.
- W. Fleischer: Wortbildung der deutschen Gegenwartssprache. 1. Aufl., Leipzig 1969.
- W. Fleischer, G. Michel: Stilistik der deutschen Gegenwartssprache. Leipzig 1975.
- W. Fleischer: Phraseologie der deutschen Gegenwartssprache. Leipzig: VEB Bibliografisches Institut, 1982. 2. Aufl. Tübingen 1997.
- M. D. Stepanowa, W. Fleischer: Grundzüge der deutschen Wortbildung. 1. Auflage. Leipzig 1985.
- W. Fleischer, I. Barz, unter Mitarbeit von M. Schröder: Wortbildung der deutschen Gegenwartssprache. 2., durchgesehene und ergänzte Auflage, Tübingen 1995.